# Anthurium remotum
Anthurium remotum är en kallaväxtart som beskrevs av Thomas Bernard Croat och D.C.Bay. Anthurium remotum ingår i släktet Anthurium och familjen kallaväxter. Inga underarter finns listade.